# Dale Harding
Dale Harding (* 1982 in Moranbah, Isaac Region, Queensland) ist ein australischer Maler.

## Leben und Werk
Dale Harding ist ein Nachkomme der in Central Queensland beheimateten indigenen Stämme der Bidjara, Ghungalu und Garingbal. Er studierte von 2009 bis 2012 Contemporary Indigenous Australian art an der Griffith University in Brisbane und legte 2013 den Bachelor of Fine Art mit Auszeichnung ab. Harding ist Maler, fertigt vorwiegend Wandmalereien an, aber auch Rauminstallationen, Siebdrucke und Objekte.
Harding war 2016 Teilnehmer der 11. Gwangju Biennale und 2017 der documenta 14 in Kassel. 2018 war er auf der Ausstellung Soon Enough in der Tensta Konsthall in Stockholm vertreten. 2019 richtet das Institute of Modern Art, Brisbane die  Einzelausstellung Dale Harding: Current Iterations für ihn aus.